# U

U의 필기체

U(u 유[*] [juː])는 로마 문자의 21번째 글자이다.
U는 중세 후기에 발전되었는데 J가 I에서 나왔듯이 U도 V의 위치상에 따른 변체에서 발전된 것이다. U는 언제나 소문자로 단어 중간에서만 사용했고 현재의 U와 같은 모음으로도 지금의 V와 같은 자음으로도 모두 쓰였다. 18세기 이전까지는 현재처럼 자음과 모음의 두 형태로 구별해서 사용하는 것이 표준적이지 않았다.

## 발음
- 전설 원순 고모음(/y/): 프랑스어(/u/ 발음을 나타내는데 ou가 쓰임)
- 양순 경구개 접근음(/ɥ/): 프랑스어(모음 앞의 u)
- 전설 원순 고모음(/y/) 또는 근전설 원순 근고모음(/ʏ/): 네덜란드어, 아프리칸스어(/u/를 나타내는데 oe가 쓰임)
- 전설 비원순 고모음(/i/) 또는 근전설 비원순 근고모음(/ɪ/): 웨일스어(남부 방언)
- 중설 비원순 고모음(/ɨ/)과 하향된 중설 비원순 고모음(/ɨ̞/): 웨일스어(북부 방언)(/uː/와 /ʊ/를 나타내는데 w가 쓰임)
- 전설 비원순 중저모음(/ɛ/): 영어(bury, burial에서만)
- 근전설 비원순 근고모음(/ɪ/): 영어(busy, business에서만)
- 근전설 원순 근고모음(/ʊ/): 영어(가끔 순음 뒤의 일부 낱말, put에서 'u'의 발음)
- 후설 비원순 중저모음(/ʌ/): 영어(대부분, duck에서 'u'의 발음)
- /ju/: 영어(자음 앞이 아니거나 긴장될 때, mule에서 'u'의 발음)

## 컴퓨터 부호
| 미리 보기      | U                      | U                      | u                    | u                    |
| -------------- | ---------------------- | ---------------------- | -------------------- | -------------------- |
| 유니코드 이름  | LATIN CAPITAL LETTER U | LATIN CAPITAL LETTER U | LATIN SMALL LETTER U | LATIN SMALL LETTER U |
| 인코딩         | 10진                   | 16진                   | 10진                 | 16진                 |
| 유니코드       | 85                     | U+0055                 | 117                  | U+0075               |
| UTF-8          | 85                     | 55                     | 117                  | 75                   |
| 수치 문자 참조 | &#85;                  | &#x55;                 | &#117;               | &#x75;               |
| EBCDIC 계열    | 228                    | E4                     | 164                  | A4                   |
| ASCII          | 85                     | 55                     | 117                  | 75                   |

## 쓰임
- u는 국제음성기호에서 후설 원순 고모음을 나타낸다.
- U는 우라늄을 나타내는 원소 기호이다.
- 원자 질량 단위(atomic mass unit)로 amu, da와 같다.